# Gynodiastylis truncatifrons
Gynodiastylis truncatifrons is een zeekommasoort uit de familie van de Gynodiastylidae. De wetenschappelijke naam van de soort is voor het eerst geldig gepubliceerd in 1928 door Hale.